# Liste d'écrivains québécois par ordre alphabétique (W)
Pour un article plus général, voir Littérature québécoise.
| Nom                       | Naissance | Décès | Genre(s) littéraire(s) | Œuvre(s) majeure(s) | Prix |
| Marie-Andrée Warnant-Côté |           |       |                        |                     |      |
| Louise Warren             |           |       |                        |                     |      |
| Nathalie Watteyne         |           |       |                        |                     |      |